# 1901

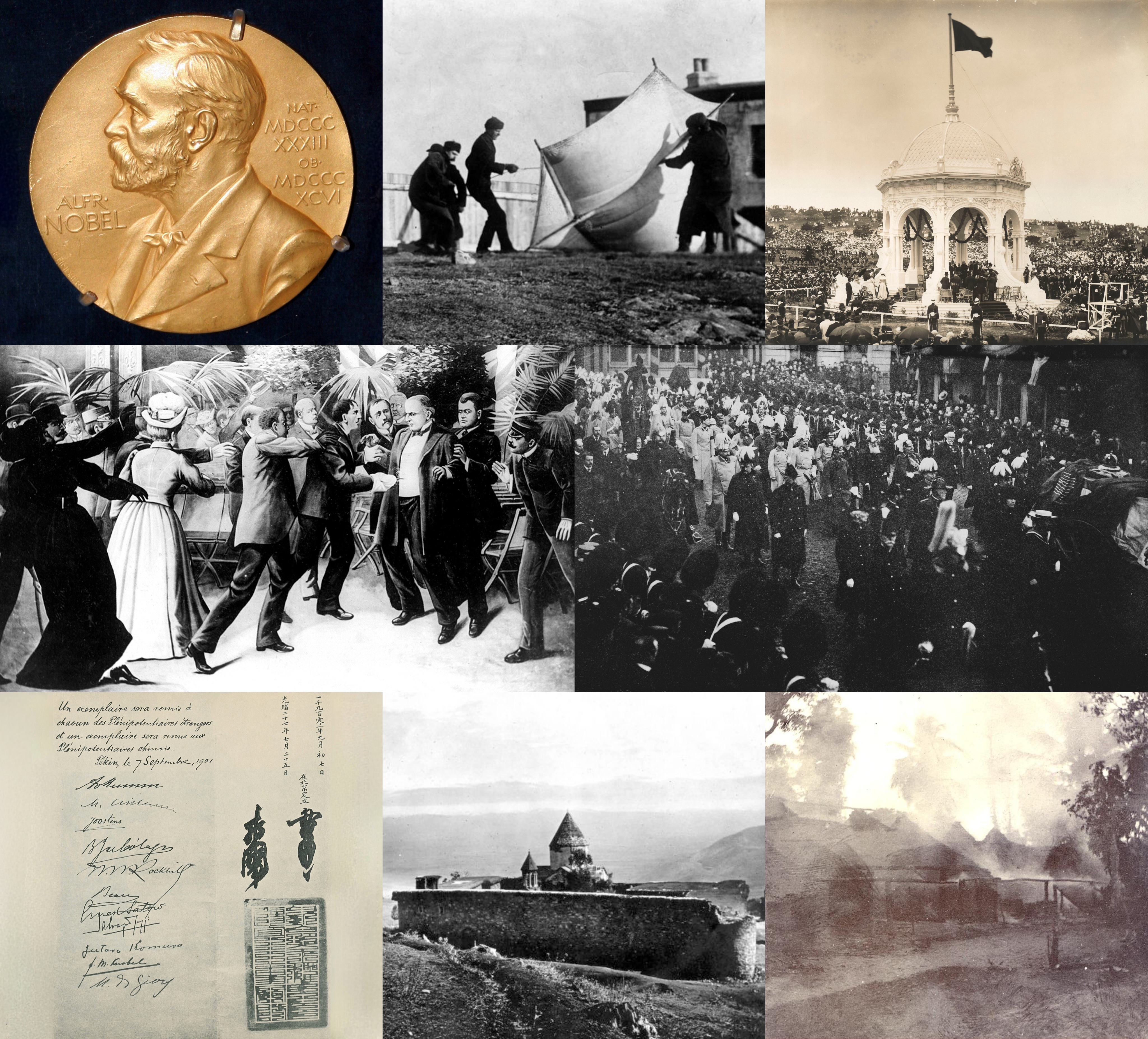

1901 (MCMI) là một năm thường bắt đầu vào Thứ ba của lịch Gregory và là một năm thường bắt đầu vào Thứ Hai của lịch Julius, năm thứ 1901 của Công nguyên hay của Anno Domini, the năm thứ 901  của thiên niên kỷ 2, năm thứ 1  của thế kỷ 20, và năm thứ  2   của thập niên 1900. Tính đến đầu năm 1901, lịch Gregory bị lùi sau 13 ngày trước lịch Julius, và vẫn sử dụng ở một số địa phương đến năm 1923. 

## Sự kiện
- 1 tháng 1 - nước Úc chính thức thành lập
- 6 tháng 9 - Tổng thống Hoa Kỳ William McKinley bị Leon Czolgosz bắn bị thương tại Triển lãm Liên Mỹ ở Buffalo, New York. Tám ngày sau, McKinley chết.
- 14 tháng 9 - Theodore Roosevelt trở thành Tổng thống Hoa Kỳ sau cái chết của William McKinley.

## Sinh
- 3 tháng 1 - Ngô Đình Diệm, Tổng thống đầu tiên của Việt Nam Cộng hòa (mất 1963)
- 29 tháng 4 - Hirohito, thiên hoàng Nhật Bản
- 6 tháng 6 - Sukarno, Tổng thống đầu tiên của Indonesia (mất 1970)
- 18 tháng 6 - Anastasia, Công chúa cuối cùng của Nga (mất 1918)
- 6 tháng 11 - Dương Khai Tuệ, vợ thứ hai của Mao Trạch Đông (mất 1930)
- 5 Tháng 12 - Walt Disney, Doanh Nhân, Hoạ Sĩ Phim Hoạt Hình, Đạo Diễn, Diễn Viên, Nhà Sản Xuất Phim Người Mỹ (mất 1966)

## Mất
- 22 tháng 1 - Nữ hoàng Victoria (sinh 1819)
- 10 tháng 2 - Hoàng Thị Loan , Mẹ của Hồ Chí Minh (Sinh 1868)
- 22 tháng 5 – Từ Dụ Thái hậu, chính cung của vua Thiệu Trị, mẹ của vua Tự Đức (s. 1810).
- 14 tháng 9 - William McKinley, Tổng thống Hoa Kỳ thứ 15 (bị ám sát) (sinh 1843)
- Lý Hồng Chương

## Giải Nobel
- Vật lý - Wilhelm Conrad Röntgen
- Hóa học - Jacobus Henricus van't Hoff
- Y học - Emil Adolf von Behring
- Văn học - Sully Prudhomme
- Hòa bình - Henri Dunant, Frédéric Passy